# Alexandre Bourbaki
Alexandre Bourbaki est né en 1973 en Gaspésie. Il est le pseudonyme sous lequel se cache le collectif d'écriture composé des écrivains Nicolas Dickner, Bernard Wright-Laflamme, ainsi que le dessinateur Sébastien Trahan.

## Biographie
Personnage improbable et fictif, Alexandre Bourbaki est le pseudonyme sous lequel se cache un collectif d'écriture composé de Nicolas Dickner, Bernard Wright-Laflamme, ainsi que le dessinateur Sébastien Trahan.
Selon les communiqués, on explique que Bourbaki serait né en Gaspésie en 1973 d'une famille transfuge soviétique. Il se serait initié à la littérature dès son plus jeune âge en lisant les albums de Tintin. Il se passionne pour les modèles réduits, la bilocation, ainsi que la littérature de science-fiction. Il est mathématicien. On sait aussi qu'il a habité Montréal pendant quelques années, mais il en a eu assez de la grande ville, après que l'aile de sa voiture se soit fait rayer. Il décide donc d'aller habiter dans le village de Mailloux : probablement en référence au roman d'Hervé Bouchard.
Il serait le fils du mathématicien Nicolas Bourbaki, qui était lui aussi un prête-nom, un personnage fictif. « Nicolas Bourbaki est un mathématicien fictif, un prête-nom inventé en 1935, qui remettait en question l'enseignement des mathématiques. » Ainsi, le personnage fictif d'Alexandre Bourbaki se présente comme l'héritier du personnage conceptuel qu'était Nicolas Bourbaki.
D'ailleurs la démarche du collectif est de créer un flou entre la réalité et l'imaginaire. C'est donc dans un esprit ludique que les trois auteurs écrivent, déforment les faits et posent des énigmes qui n'ont pas la prétention d'être résolubles. Ils considèrent Alexandre Bourbaki comme « un objet expérimental » qui redéfinit ses règles à chaque projet. « [C]haque aventure se déroule selon de nouvelles règles. Pas de culte de l'auteur chez eux. C'est le propre d'un collectif. ''À chaque projet, il y a une nouvelle manière de travailler'', explique Bernard W.-L. »   
Dans les faits, « [Nicolas Dickner et Bernard W.-L.] se sont rencontrés lors d'un concours de nouvelles organisé au Cégep François-Xavier Garneau. Et c'est par hasard, au cours d'une conversation de café, qu'ils se sont rendu compte que les nouvelles qu'ils écrivaient chacun de leur côté exploitaient le même filon: la perversion de concepts scientifiques. » Après cette rencontre, les deux hommes deviennent de grands amis et décident donc de travailler ensemble. C'est alors que les textes des deux amis font l'objet d'un éventuel spectacle que le dessinateur et bédéiste, Sébastien Trahan, se joint au duo en intégrant ses dessins au livre en devenir. « Puis, quitte à écrire un livre ensemble, les trois auteurs décident de jouer le jeu jusqu'au bout. Ils s'abstiennent donc de dire quel texte est de qui et nous laissent le soin de le deviner. Alexandre Bourbaki a même réfléchi à l'éventualité de jouer à fond le jeu de l'anonymat, une sorte de Réjean Ducharme nouvelle version, mais s'est ravisé. ''On s'est demandé jusqu'où on pourrait pousser le jeu avant que les gens ne trouvent ça énervant'', dit Sébastien Trahan. Certains textes ont par ailleurs été rédigés à deux, par Bernard et Nicolas: l'un en a écrit le début, qui a été terminé par l'autre et vice-versa. D'autres ont été largement commentés par les uns et les autres, avant d'être remis à l'éditeur. »
Le premier livre Traité de balistique est paru chez les éditions Alto en 2006. Il s'est notamment classé parmi les finalistes du Prix des libraires du Québec ainsi que pour le Grand Prix Archambault. Le deuxième, intitulé Grande plaine IV, est paru chez Alto en 2008.

## Œuvre
- Traité de balistique, Québec, Alto, 2006, 261 p.  (ISBN 9782896940950)
- Grande plaine IV, Québec, Alto, 2008, 268 p.  (ISBN 9782923550190)
- Le récepteur, Québec, Alto, 2013, 33 p.  (ISBN 9782896941001)
- Quelle est la longueur de la côté gaspésienne, Québec, Alto, 2016, n.p.  (ISBN 9782896940912)

## Prix et honneurs
- 2007 : En lice pour les Prix des libraires du Québec (pour Traité de balistique)[5].
- 2007 : Finaliste du Grand Prix littéraire Archambault (pour Traité de balistique)[6].